# Oblężenia Kołobrzegu (XVIII wiek)
Oblężenia Kołobrzegu – dwukrotne oblężenia przez wojska rosyjskie w latach 1760–1761 podczas wojny siedmioletniej. Pierwsze przerwane pruską odsieczą, drugie zakończone opanowaniem miasta przez Rosjan.

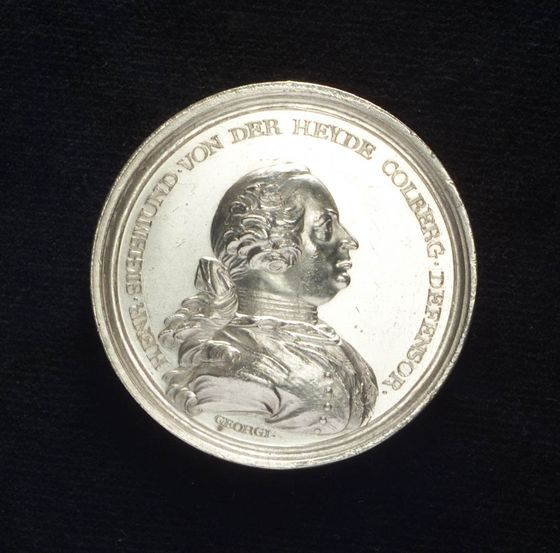
Obrońca Kołobrzegu – płk von der Heyde (pamiątkowa moneta)

W trakcie wojny siedmioletniej znaczenie Kołobrzegu w strategicznych planach Rosjan polegało na przejęciu tego bałtyckiego portu i twierdzy jako bazy morskiej dla carskiej floty. Pierwszej próby opanowania miasta dokonano w październiku 1758. Mimo postępów prac oblężniczych, 6-tysięcznemu zgrupowaniu rosyjskiemu gen. Palmbacha (Palmenbacha) nie udało się wówczas doprowadzić do kapitulacji garnizonu dowodzonego przez płk. von der Heyde, i po niespełna miesiącu ze względów strategicznych oblężenie zwinięto.

## Pierwsze oblężenie
Decydującą próbę zdobycia portu i miasta podjęto dopiero przy wykorzystaniu ekspedycji morsko-lądowej wysłanej latem 1760 roku. Dowodzona przed admirała Zachariasza Miszukowa, dysponowała ona zespołem 27 okrętów (w tym 21 liniowych) z kilkudziesięcioma statkami transportującymi 5-tysięczny korpus ekspedycyjny. Towarzyszyły im oddziały przybyłej drogą lądową kawalerii w sile 1300 ludzi. Ponadto Rosjan wspomagała szwedzka eskadra wiceadmirała Lagerbielke złożona z parunastu jednostek.
Walki rozpoczęły 27 sierpnia podmiejskie potyczki z kawalerią, która założyła obóz w Mirocicach, a następnego dnia podjęto ostrzał północnego i wschodniego przedpola twierdzy przez artylerię okrętową. Właściwe działania rozpoczęto po desantowaniu wszystkich oddziałów i wyposażenia, opanowując nocą 9 września szaniec Ujście wraz z portem. Wezwano wówczas pruską załogę do kapitulacji, co miało stanowić imieninowy prezent dla carycy Elżbiety. Wobec odmowy Rosjanie podjęli z bliskiego dystansu silne bombardowanie miasta przez liczne baterie oblężnicze jako przygotowanie do szturmu generalnego.

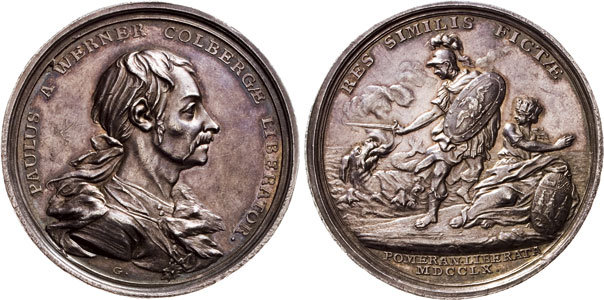
Medal pamiątkowy na cześć gen. von Wernera z okazji uwolnienia Kołobrzegu

Sytuację niespodziewanie zmieniło pojawienie się 18 września w Gościnie pruskiej odsieczy w postaci korpusu gen. majora Paula von Wernera (7 szwadronów huzarów i 3 bataliony piechoty), który forsownym marszem w ciągu 13 dni pokonał dystans z Głogowa pod oblegany Kołobrzeg. Potyczka stoczona pod Zieleniewem i rozbicie rosyjskiego obozowiska w Mirocicach umożliwiły natychmiastowe wprowadzenie posiłków do miasta. Dzień później oblegający zaczęli wycofywać swe wojska, częściowo lądem – na Koszalin, a częściowo zaokrętowując je ponownie. 23 września zakończyły ostrzał i odpłynęły okręty szwedzkie.
W oblężeniu tym twierdza poniosła niewielkie straty w poległych (50 żołnierzy i 20 cywilów – mieszczan) i rannych (29 żołnierzy i 53 cywilów); odniesione straty materialne oceniono na 64 tys. talarów. W obchodzonych uroczystościach zwycięstwa gen. von Werner ogłoszony został narodowym bohaterem jako liberator Pomeraniae (wyzwoliciel Pomorza), otrzymując też honorowy tytuł admirała Bałtyku od monarchy, który polecił na jego cześć wybić okolicznościowe monety pamiątkowe. Za bohatera wydarzeń uznano również komendanta twierdzy – Heinricha von der Heyde, któremu poeta Ramler poświęcił utwór Pieśń nimfy Parsęty, a dramaturg Lessing upamiętnił w sztuce Minna von Barnhelm.

## Drugie oblężenie
Zapoczątkowane w sierpniu 1761, działania te mniej dotyczyły samej twierdzy, będąc w znacznej części oblężeniem opartego o nią wielkiego obozu wojsk pruskich pod komendą księcia Fryderyka Wirtemberskiego. Zgromadzono w nim przeszło 12 tys. wojska z dużym udziałem kawalerii. Jednym z czterech odcinków długiej linii obrony (od przedpola Zieleniewa do Lasu Kołobrzeskiego) dowodził płk von der Heyde. Siły oblężnicze początkowo stanowił dowodzony przez gen. Piotra Rumiancewa 10-tysięczny korpus rosyjski, wzmocniony wkrótce przez dalsze 24 tysiące wojska oraz flotę 121 okrętów wiceadmirała A.I. Polanskiego. 24 sierpnia podjęła ona nękające bombardowanie twierdzy i obozu, podczas gdy wojska lądowe nacierały na szańce. Szczególnie zacięte walki otoczono tzw. Szaniec Zielony na wzniesieniu pod Niekaninem. 

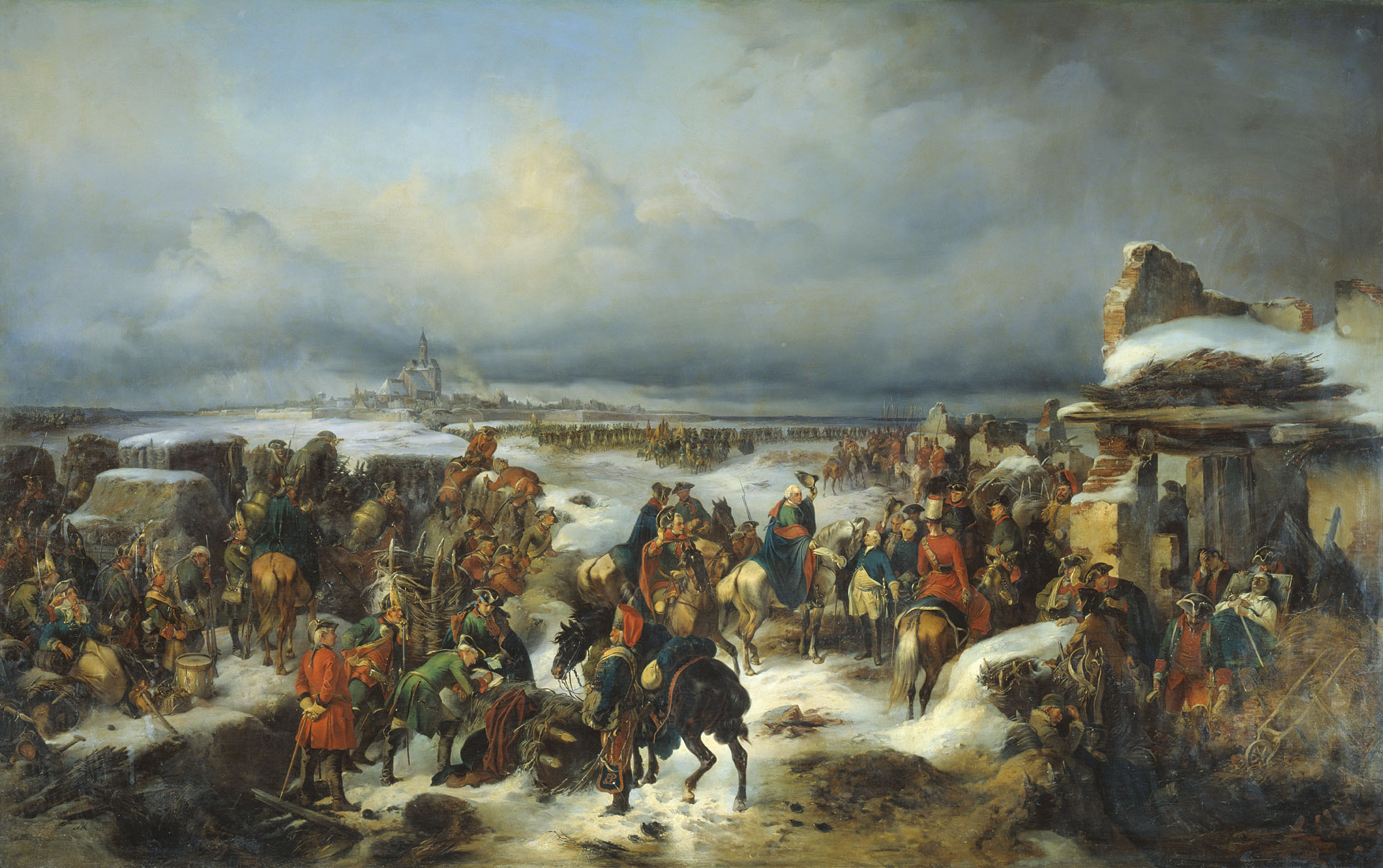
Kapitulacja twierdzy kołobrzeskiej: przyjmuje gen. hr. Rumiancew (pośrodku, konno) od pułkownika von der Heyde (stojący); (mal. Alexander von Koztebue, 1852)

Brak zaopatrzenia (m.in. paszy) w połowie września spowodował próby zmiany dotychczasowego położenia. Dokonał ich znów gen. von Werner z 2-tysięcznym oddziałem jazdy, przebijając się pod Zieleniewem z zamiarem podjęcia odciążających działań dywersyjnych, lecz natychmiast dostał się pod Trzebiatowem do niewoli. Na początku października sytuację nieznacznie tylko poprawiło przebicie się 8-tysięcznego oddziału generała von Platena (dragoni, huzarzy, grenadierzy i muszkieterzy z artylerią), rozszerzającego pozycje obronne obozu wojsk pruskich.
Ogólne pogorszenie stopniowo powodowane przez warunki klimatyczno-pogodowe (jesienne szarugi, sztormy) oraz zaopatrzeniowe (brak żywności), wymusiło decyzję o przebiciu się i wyjściu z oblężenia z pozostawieniem twierdzy obronie własnej. Wojska pruskie odeszły dwuetapowo 17 października (D. von Platen) i 15 listopada – ks. Wirtemberski z resztą kawalerii, który jednak powracając z odsieczą, stoczył jeszcze 12 grudnia z Rosjanami przegraną bitwę pod Błotnicą. W tym czasie opanowano przedpole twierdzy, której dalszą obronę uniemożliwił mróz ścinający wodę w zewnętrznych fortyfikacjach. 16 grudnia rozpoczęto nieuchronne rokowania i przyjęto akt kapitulacji. Następnego dnia załoga pruska składając broń, opuściła miasto w liczbie ok. 3 tys. żołnierzy z 79 oficerami i dowódcą obrony.

## Następstwa
W przekazach pruskich źródeł z epoki, carskie wojska okupacyjne zachowywały dyscyplinę i przejawiały humanitarne zachowanie wskutek tępienia przez przełożonych wszelkich objawów niekarności. W wyniku tego mieszkańcy odwdzięczyli się rosyjskim dowódcom wartościowymi upominkami (gabinetowy kurant, srebrny serwis, dostawy ostryg).  
Zdobycie Kołobrzegu, które wojskom rosyjskim miało otworzyć szlak do Berlina, nie wpłynęło jednak istotnie na dalszy przebieg wojny, wobec nagłej śmierci carycy Elżbiety i objęcia rządów przez Piotra III, który przerwał działania wojenne, zawierając z królem pruskim przymierze. Rosjanie opuścili Kołobrzeg 9 sierpnia 1762, a w lipcu 1763 stanowisko miejscowego komendanta objął ponownie płk von der Heyde, który powrócił z niewoli. 